# 大陸選手権 (バスケットボール)
大陸選手権（英語: FIBA Continental Championships）は、ナショナルチームによるバスケットボール国際大会のうち、国際バスケットボール連盟（FIBA）の大陸別組織が主催に当たる5大会の総称。

## 概要
アジア、アフリカ、南北アメリカ、ヨーロッパ、オセアニアの各大陸で、隔年で開催される（1993年以降は5大陸とも原則奇数年の開催）。
大陸選手権は、翌年に行われるオリンピックまたは世界選手権の出場権をかけた「大陸予選」的な役割も担う。
- アジアカップ （FIBA Asia Cup）

FIBAアジア （FIBA Asia） 主催、1960年開始
- アフロバスケット （AfroBasket）

FIBAアフリカ （FIBA Africa） 主催、1962年開始
- アメリカップ （FIBA AmeriCup）

FIBAアメリカ （FIBA Americas） 主催、1980年開始
- ユーロバスケット （Eurobasket）

FIBAヨーロッパ （FIBA Europa） 主催、1935年開始
- オセアニア選手権 （FIBA Oceania Championship）

FIBAオセアニア （FIBA Oceania） 主催、1971年開始